# Who Killed Amanda Palmer
Who Killed Amanda Palmer („Wer hat Amanda Palmer getötet?“) ist das erste Soloalbum der amerikanischen Musikerin Amanda Palmer, die als Pianistin und Sängerin von The Dresden Dolls internationale Bekanntheit erlangt hat. Musikalisch unterstützt wurde sie dabei von Ben Folds und Zoë Keating. Der Titel des Albums spielt auf die Fernsehserie Twin Peaks an, deren Handlung sich um den Tod von Laura Palmer dreht.

## Hintergrund
Im Jahre 2007 veröffentlichte Palmer auf ihrem MySpace-Profil das Death-Cab-for-Cutie-Cover „I Will Follow You Into the Dark“. Die Tatsache, dass die ID3-Tags ein Album mit dem Titel „Nashville“ als Ursprung angaben, weckte unter den Fans die Hoffnung, ein gleichnamiges Soloalbum könnte sich in Produktion befinden. Diese Gerüchte kommentierte Palmer in einem Internetforum mit folgenden Worten:

“that was titled "nashville" because that is the location that i am recording the solo album....in nashville, at ben folds' studio, with ben, who is producing the record and playing on it.”

„Es wurde „Nashville“ genannt, weil das der Ort ist, wo ich mein Soloalbum aufnehme… In Nashville, in Ben Folds' Studio, mit Ben, der die Aufnahme produziert und darauf spielt.“

Im April 2008 bestätigte Palmer den Titel „Who Killed Amanda Palmer“, fünf Monate später, am 16. September wurde das Album veröffentlicht. Neben Ben Folds und Zoë Keating, die mehrere Lieder musikalisch begleiten, hatten auch andere Musiker Gastauftritte, darunter St. Vincent und East Bay Ray von den Dead Kennedys.

## Musikstil
“So typical of Palmer’s eclectic nature, this album is a sloppy but very endearing hodgepodge of styles […]”

„Typisch für Palmers eklektische Natur, ist dieses Album ein schlampiges, aber liebenswertes Mischmasch der Stile […]“

Sie selbst sagt, dass viele der Lieder auf dem Album Klavierballaden seien, die auf einer Dresden Dolls-Produktion niemals Platz gefunden haben, weil sie die Aufnahmen nicht mit langsamen Stücken überladen wollte.

## Rezension
Die Resonanz der Kritiker war vorwiegend positiv. So bewertete Natasha Tripney Palmers Erstlingswerk als „eines der durchwegs interessantesten Alben dieses Jahres“, betonte auf der anderen Seite aber, dass es nicht für jedermann geschaffen sei. „Das Album ist ein dunkles Juwel, ein hochintelligenter Liederzyklus, der Schuld, neurotische Begierde und geringe Selbstachtung  in Pianostücke verdichtet, bespickt mit lyrischen Dolchstössen“, so Shannon Zimmerman.

## Titelliste
1. Astronaut: A Short History of Nearly Nothing – 3:37 (feat. Ben Folds und Zoë Keating)
2. Runs in the Family – 2:44 (feat. Ben Folds)
3. Ampersand – 5:58
4. Leeds United – 4:46 (feat. „The Born Again Horny Men of Edinburgh“)
5. Blake Says – 4:35 (feat. Ben Folds und Zoë Keating)
6. Strength Through Music – 3:29 (feat. Ben Folds und „Strindberg“)
7. Guitar Hero – 4:47 (feat. Ben Folds und East Bay Ray)
8. Have to Drive – 5:42 (feat. Jack Palmer und „The Via Interficere Choir of Nashville“)
9. What's the Use of Wondrin – 2:50 (feat. St. Vincent)
10. Oasis – 2:07 (feat. Ben Folds und Jared Reynolds)
11. The Point of It All – 5:33
12. Another Year: A Short History of Almost Something – 6:03

Auf einer Sonderausgabe des Albums, das nur in digitaler Form zu erhalten ist, sind außerdem der Bonustrack „Straight“ und alternative Versionen von „Leeds United“ und „Guitar Hero“ zu hören.